# Écouché
Écouché ist eine Commune déléguée in der französischen Gemeinde Écouché-les-Vallées mit 1.351 Einwohnern (Stand: 1. Januar 2022) im Département Orne in der Region Normandie.
Mit Wirkung vom 1. Januar 2016 wurden die früheren Gemeinden Batilly, La Courbe, Écouché, Loucé, Saint-Ouen-sur-Maire und Serans fusioniert und bilden seither eine Commune nouvelle mit dem Namen Écouché-les-Vallées. Die Gemeinde Écouché gehörte zum Arrondissement Argentan und zum Kanton Écouché.

## Geographie
Der Ort Écouché liegt an der der Orne, etwa neun Kilometer von Argentan entfernt.

## Geschichte
Die erste Erwähnung des Ortes in den schriftlichen Quellen geht auf das Jahr 1080 zurück. 1821 wurde Meheudin eingemeindet.
Im Zweiten Weltkrieg wurde das von Deutschen besetzte Écouché am 6. Juni 1944 von der alliierten Luftwaffe bombardiert. Am 12. August 1944 wurde der Ort von der Besatzung befreit.

## Wappen
Beschreibung: Das Wappen ist in Rot und Blau geviert und hat jeweils drei goldene Jakobsmuscheln im Feld 1 und 4 und jeweils drei goldene Lilien in den anderen Feldern.

## Bevölkerungsentwicklung
- 1962: 1343
- 1968: 1390
- 1975: 1457
- 1982: 1494
- 1990: 1409
- 1999: 1396
- 2005: 1390

## Sehenswürdigkeiten
- Kirche Notre-Dame, 13. Jahrhundert, Umbauten 15./16. Jahrhundert
- Reste der alten Stadtmauer
- Chapelle Saint-Nicolas (1140)
- Ruinen einer Kapelle in Méheudin

## Partnerschaft
- Elze, Niedersachsen, seit 1971